# Oberstocken
Oberstocken is een plaats en voormalige gemeente in het Zwitserse kanton Bern, en maakt deel uit van het district Thun.
Oberstocken telt x inwoners. In 2014 is de gemeente gefuseerd samen met de andere gemeenten Niederstocken en Höfen en hebben de gemeente Stocken-Höfen gevormd.